# Famille Micault
La famille Micault est une famille d'officiers des ducs de Bourgogne et de leurs successeurs, qui s'agrège à la noblesse de robe des Pays-Bas au XVIe siècle avant de s'éteindre au XVIIIe.

## Histoire
Les origines de cette famille se trouvent en France actuelle dans le Pommard où elle possédait un château. 
Au milieu du XVIe siècle une nouvelle branche se forme : Jean Micault quitte la Bourgogne pour le Brabant, aux fins d'entrer au service impérial[réf. souhaitée]. La branche aînée reste en Bourgogne[réf. souhaitée].
Plusieurs descendants de Jean sont représentés dans un triptyque peint pour la cathédrale Saints-Michel-et-Gudule. Ce tableau a depuis quitté la cathédrale et est conservé aujourd'hui aux musées royaux de Bruxelles,[réf. non conforme].
Leurs armoiries sont connues[réf. souhaitée] pour leurs trois chats d'argent (blanc). Entrent dans leurs possessions les seigneuries d'Indevelde, d'Oosterstein et de Buysingen[réf. souhaitée]…
Parmi les descendants on trouve le cardinal Thomas d'Alsace, les comtes d'Arschot-Schoonhoven, les princes Ruspoli-Poggio Suasa, les comtes van der Noot, le marquis d'Assche et la comtesse Stéphanie de Lannoy grande-duchesse héritière du Luxembourg.

## Généalogie

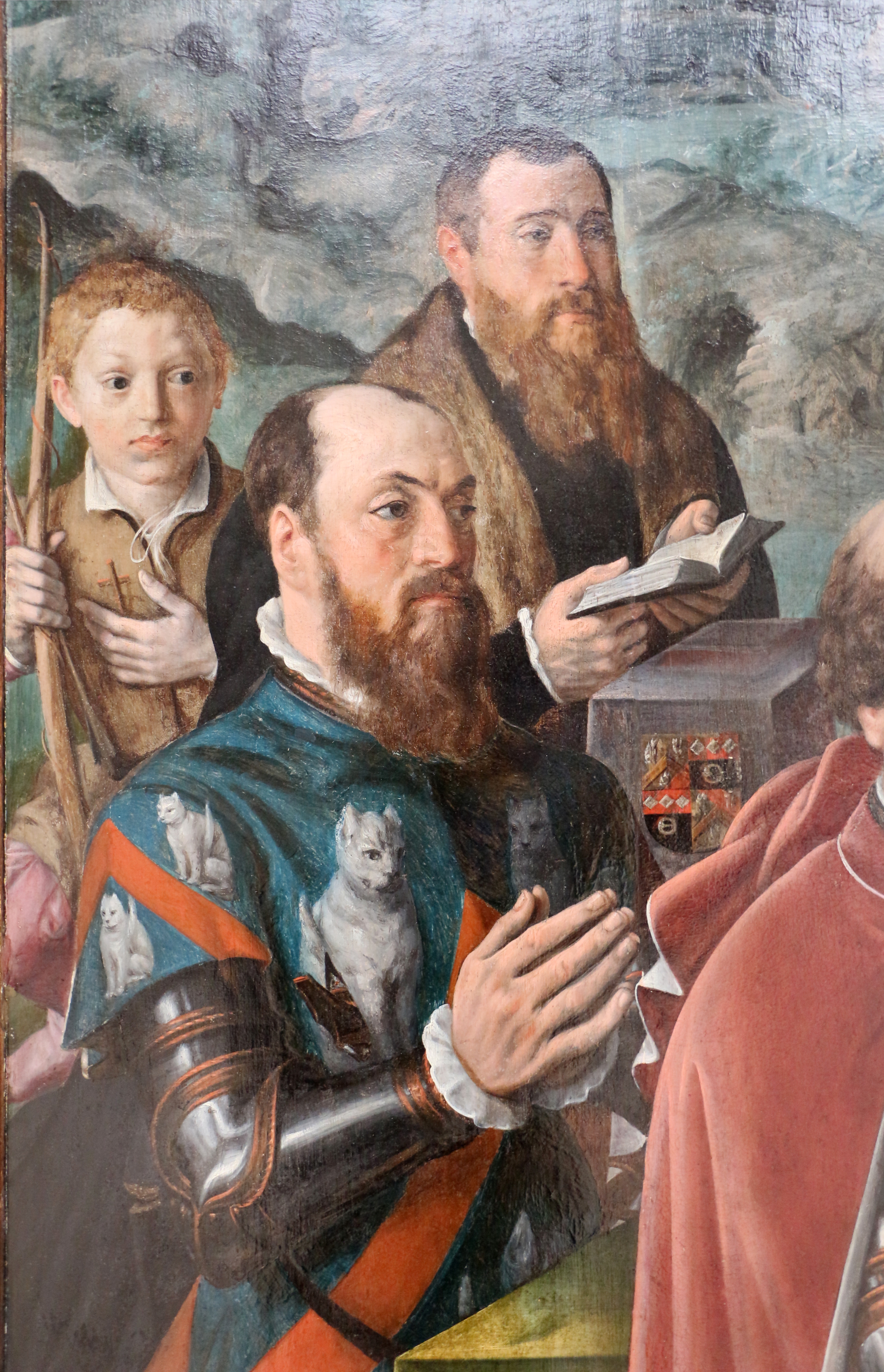
Nicolas Micault, seigneur d'Indevelde

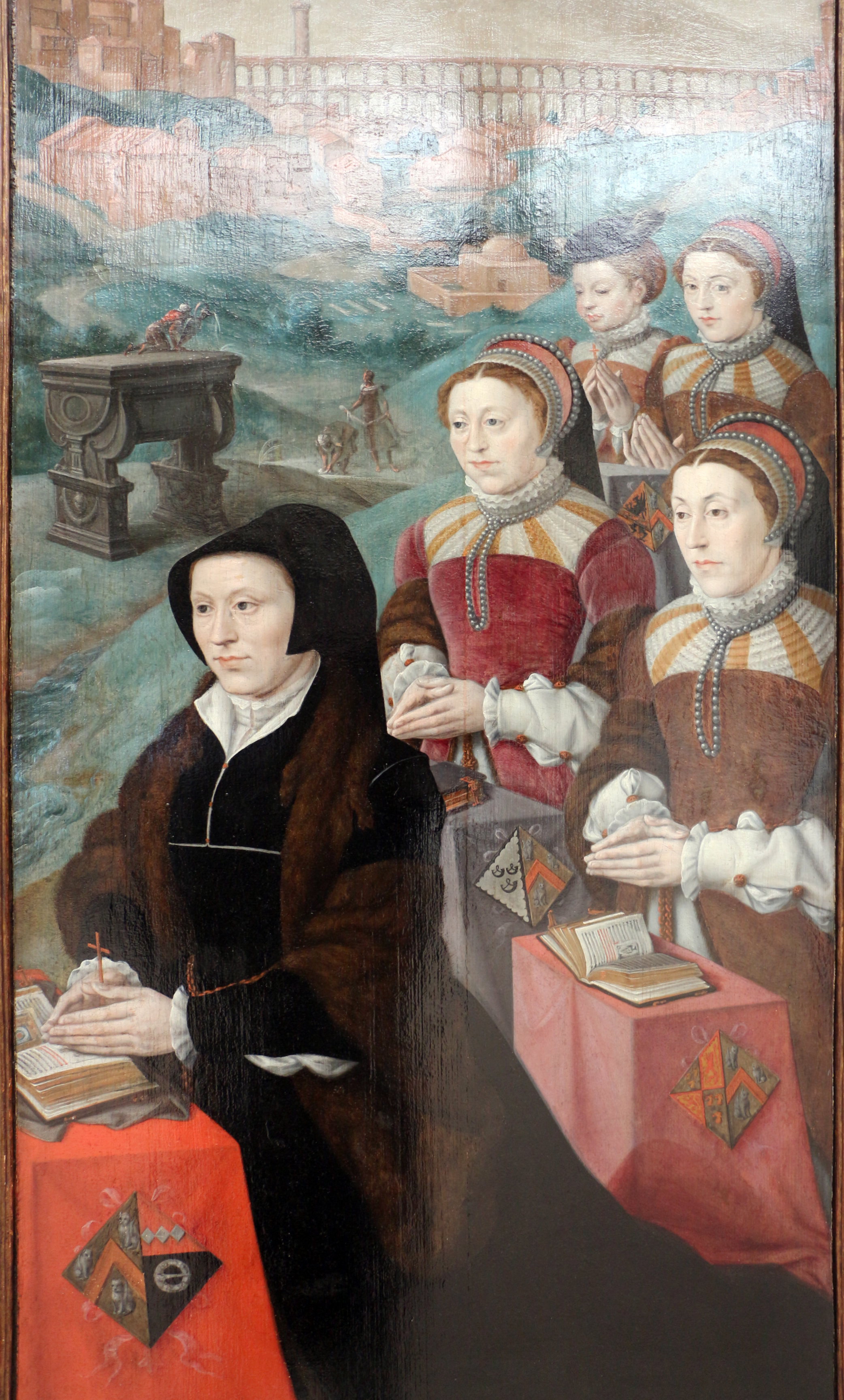
Livina Cats van Welle avec ses filles Marguerite et Eléonore Micault.

- Philibert I Micault
  - Guyot I Micault,
marié à Marie ...
    - Vivant Micault de Co(u)rbeton, commissaire général des Poudres,
marié à Catherine Nugues de Toucy, nièce maternelle des frères Pâris
      - Joseph Micault d'Harvelay, baron de Toucy
      - Jean Vivant Micault de Courbeton

  - Jean I Micault, fondateur de la branche brabançonne,
marié à Catherine ...[7][réf. non conforme]
  - Charles Micault,
marié à Reine ...[7][réf. non conforme]

### Branche brabançonne
- Jean I[7]
  - Philibert II Micault, lieutenant du Roy,
marié à Jeanne de Conroy[8], fille de Jean, receveur général de Charolais[9]
    - Jean II Micault (+ 7 septembre 1539),
 conseiller de Charles Quint, receveur général des finances des Pays-Bas[10][réf. non conforme],
marié à Live van Welle de Cats
      - Charles Micault, seigneur d'Oisterstein, résident du château de "Solhof"[11][réf. non conforme]
      - Nicolas Micault (mort en 1589 à Bruxelles[12][réf. non conforme]), conseiller au conseil privé,
marié à Marie Boisot, dame héritière d'Huysinghen
        - Léonard Micault, seigneur d'Huysinghen et de Buysinghen,
marié à Catherine d'Halmale
          - Anne-Marie Micault, dame héritière d'Huysinghen et de Buysinghen,
 mariée à Nicolas de Varick, margrave du Pays du Rhin, vicomte de Bruxelles
            - Marguerite-Françoise de Varick, dame d'Olmene,
alliée à Jean-Frédéric vander Gracht, baron de Vremde, grand-bailli du pays de Waes
              - Anne-Louise vander Gracht, dame de Cortembach,
mariée à Roger-Wauthier vander Noot, 1er baron de Carloo (1644-1710), maire de la ville de Bruxelles

        - Pierre Micault, seigneur d'Indevelde et de Diepenstein ; fait restaurer le château de Diepenstein[13][réf. non conforme],[14][réf. non conforme]
        - Louise Micault,
 mariée à Louis Verreycken († le 23 octobre 1621),
 seigneur de Bonlez et d'Impden, trésorier de la Toison d'Or
          - Marguerite Verreycken, 
 mariée à Augustin, seigneur de Gottignies
            - Lancelot de Gottignies, évêque de Ruremonde
            - Gilles-François de Gottignies, mathématicien et astronome

          - Louis-François Verreycken (1588–1654),
 1er baron de Bonlez, premier Secrétaire du Conseil d'État
            - Anne-Louise Verreycken d'Impden,
 mariée à Philippe de Hénin, 7e comte de Bossu, chevalier de la Toison d'Or
              - Thomas de Hénin, cardinal d’Alsace

      - Marguerite Micault,
 mariée à Lambert van den Briaerde, seigneur de Liezele[15][réf. non conforme],
 président du Grand conseil de Malines (1532-1557)
        - Nicolas de Briarde
        - Lievine de Briarde,
 mariée à Gijsbrecht de Bronchorst, seigneur de Schooten

      - Adrienne Micault
      - Éléonore Micault (1513-1552)[16][réf. non conforme],
 mariée à Jérôme van Thuyl, seigneur de Serooskercke

## Héraldique des alliances

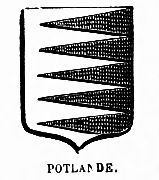
Potland
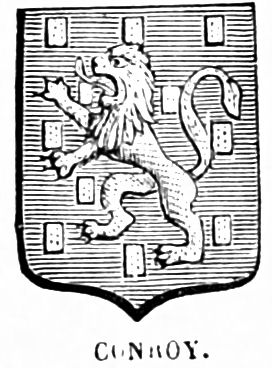
De Conroy
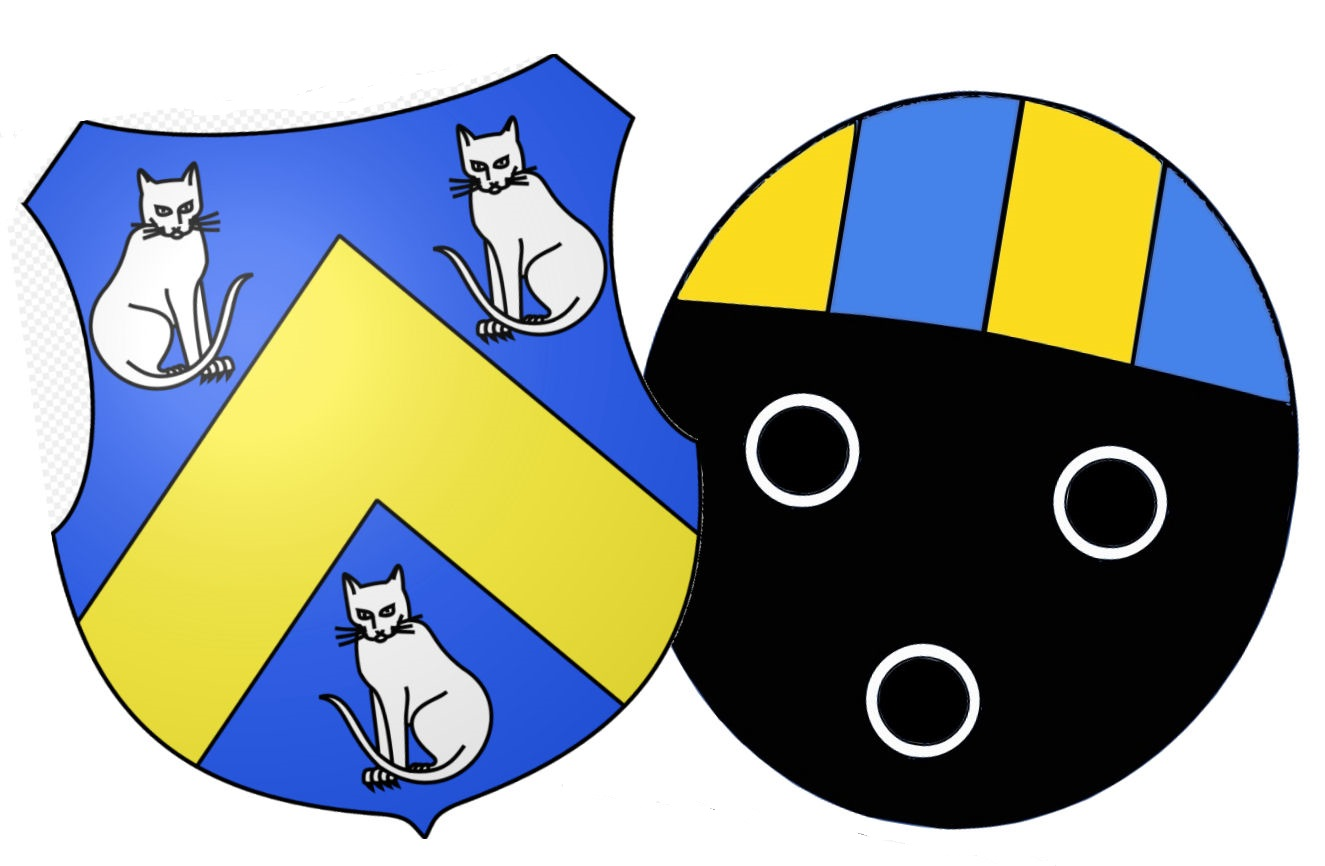
Nicolas Micault et Marie Boisot, dame héritière d'Huysinghen
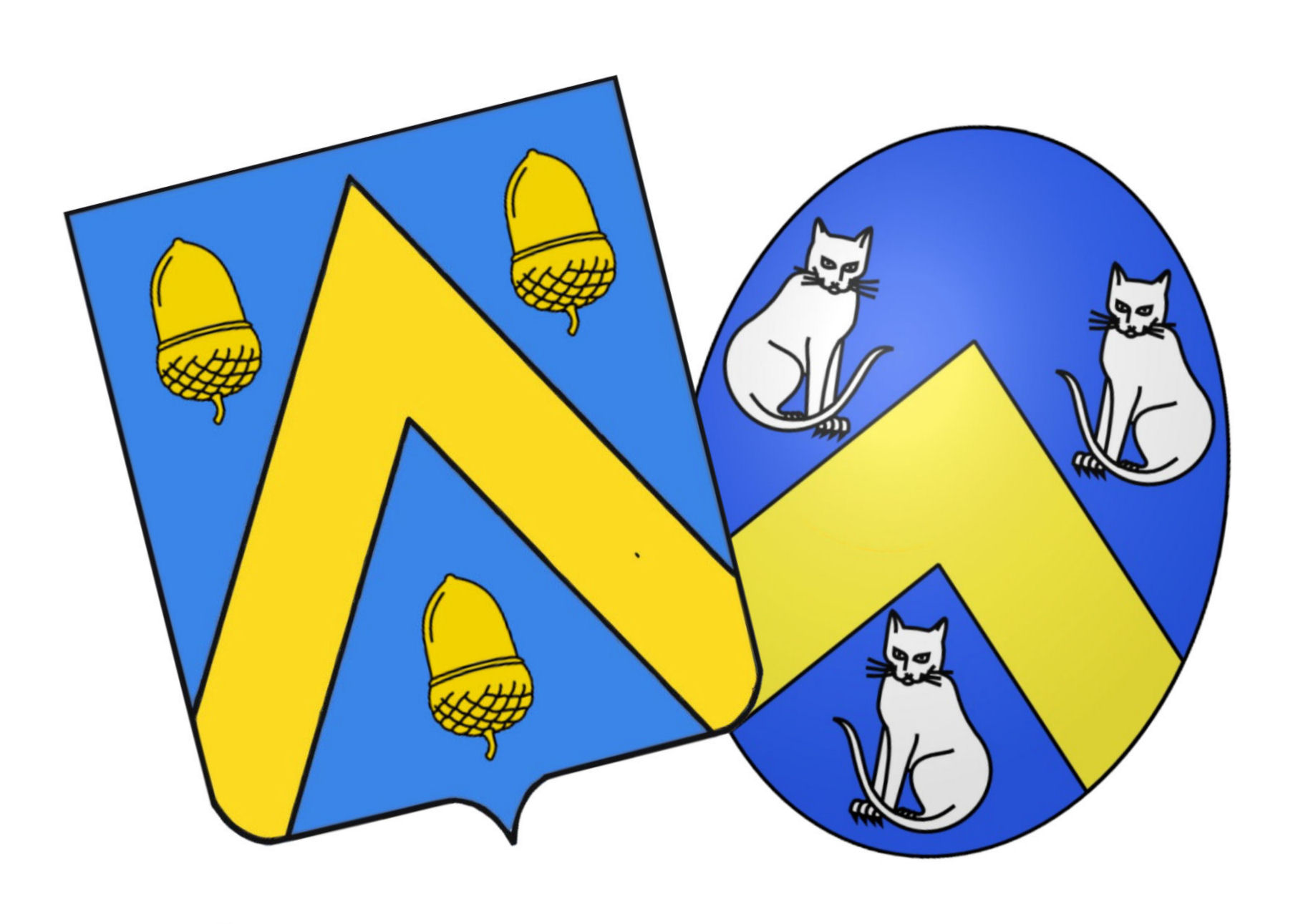
Louis Verreycken et Louise Micault